# Rang (groepentheorie)
In de groepentheorie, een deelgebied van de wiskunde, geeft de rang van een groep G, aangegeven door rang(G), de  kleinste kardinaliteit aan van een genererende verzameling voor G, dat wil zeggen dat 
{\displaystyle \operatorname {rang} (G)=\min\{|X|:X\subseteq G,\langle X\rangle =G\}.}
Als G een eindig genererende groep is, dan is de rang van G een niet-negatief geheel getal. De notie van een rang van een groep is een groeptheoretisch analogon van de notie van de dimensie van een vectorruimte. Voor p-groepen is de rang van de groep P altijd gelijk aan de dimensie van de vectorruimte P/Φ(P), waar Φ(P) staat voor de Frattini-deelgroep.
De rang van een groep wordt ook vaak op zo'n manier gedefinieerd dat men ervoor zorgt dat deelgroepen altijd een rang hebben die kleiner is dan of gelijk is aan die van de gehele groep. Dit is automatisch het geval voor dimensies voor vectorruimten, maar niet voor groepen zoals affiene groepen. Om deze verschillende definities te onderscheiden, noemt men deze rang soms de deelgroeprang (Engels: "subrang"). Expliciet is de deelgroeprang van een groep G het maximum van de rangen van haar deelgroepen:
{\displaystyle \operatorname {sr} (G)=\max _{H\leq G}\min\{|X|:X\subseteq H,\langle X\rangle =H\}.}